# Троє сліпих мишенят
«Троє сліпих мишенят» (англ. Three Blind Mice) — детективна радіо-п'єса Агати Крісті, виходила о 8:00 вечора в п'ятницю 30 травня 1947.
П'єса основана на оповіданні "Троє сліпих мишенят", яке було опубліковано у збірці «Три сліпих мишеняти та інші розповіді».

## Актори
- Баррі Морс - Джайлз Девіс
- Бель Чірістал - Моллі Девіс
- Гледіс Юнг - Місіс Бойл
- Річард Вільямс - Меджер Меткальф
- Раф де ла Торре - пан Паравіціні
- Аллан Мак-Клелланд - Крістофер Рен
- Льюїс Стрінгер - детектив-сержант Троттер
- Лідія Шервуд - місіс Ліон